# Belgische literatuur

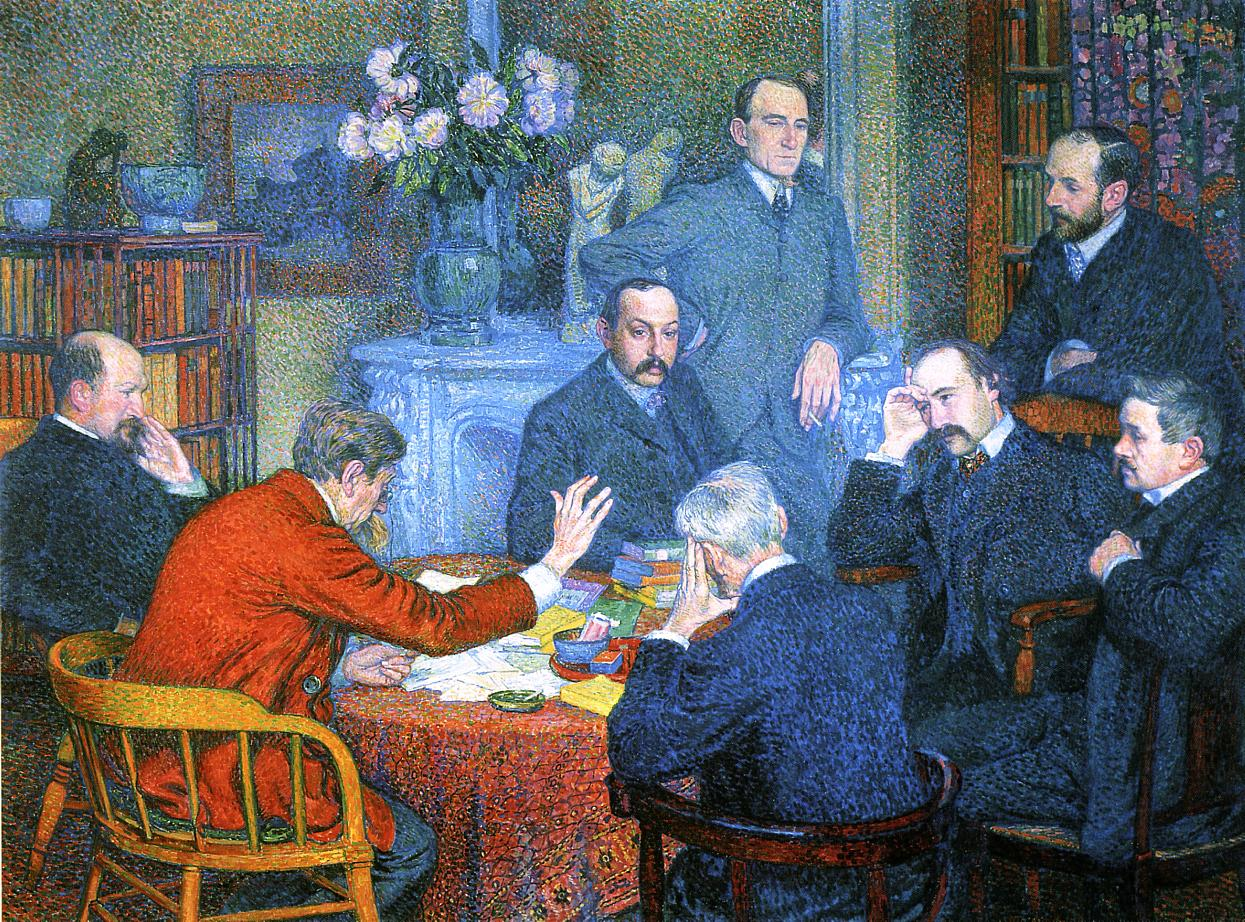
Théo van Rysselberghe: Een lezing door Émile Verhaeren.

Omdat België een drietalig land is, bestaat de Belgische literatuur uit voornamelijk Nederlandstalige (Vlaamse) en Franstalige, en voor een deel uit Duitstalige teksten (Oostkantons). Met Belgische auteurs worden schrijvers bedoeld die na 1830 op het huidige grondgebied van België geboren zijn. Ook auteurs die voor 1830 geboren werden, maar wier thema's typisch Vlaams of Belgisch zijn, zoals Hendrik Conscience, worden als Belgische schrijvers beschouwd. Er bestaat ook een regionale literatuur in het Waals, een Romaanse taal die deel uitmaakt van de zogenoemde oïl-talen waartoe ook het Frans behoort.

## Franstalige literatuur
In de zestiende eeuw wordt het Frans - zoals in de rest van Europa - ook op het grondgebied van het huidige België de taal van de aristocratie en de taal van de machtshebbers. Nochtans handhaaft het Nederlands zich wel bijvoorbeeld in de sfeer van het gerecht en in de wetgeving. Het gewone volk blijft Vlaamse en Waalse dialecten spreken, maar de verfransing van Europa zet zich sterk door tot het einde van de Franse periode in 1815.
België wordt in 1830 opgericht na de Belgische Revolutie, als reactie van een francofone oppositie tegen het Nederlandse regime. Het onderwijs wordt voornamelijk in het Frans gegeven. Vanaf het einde van de 19e eeuw neemt de Franstalige Belgische literatuur een hoge vlucht, met auteurs als Géo Norge, Marie Gevers, Thomas Owen, Jean Ray, Arthur Masson, Émile Verhaeren, Michel de Ghelderode, Camille Lemonnier, en de surrealisten Paul Nougé, Louis Scutenaire, Irène Hamoir. Later tonen Georges Simenon, Suzanne Lilar, Françoise Mallet-Joris, Conrad Detrez en Amélie Nothomb aan dat de Franstalige Belgische literatuur nog steeds levend en wel is. Internationale bekendheid verwerven toonaangevende striptekenaars als Hergé, Jijé en Franquin.
- Charles De Coster
- André-Paul Duchâteau
- Michel de Ghelderode
- Jacqueline Harpman
- Maurice Grevisse
- Alain Le Bussy
- Suzanne Lilar
- Maurice Maeterlinck

- Georges Simenon
- Pierre Mertens
- Amélie Nothomb
- J.-H. Rosny (J.-H. Rosny aîné en J.-H. Rosny jeune)
- Stanislas-André Steeman
- Yves Varende
- Henri Vernes

## Nederlandstalige literatuur
Vlaamse schrijvers worden ook gelezen in Nederland en vice versa. Enkele bekende Vlaamse schrijvers zijn Hugo Claus, Louis Paul Boon, Kristien Hemmerechts, Tom Lanoye, Anne Provoost en Geert van Istendael. Zie verder
Lijst van Vlaamse schrijvers

## Waalse literatuur
De dialecten van Wallonië maken deel uit van de Romaanse taalgroep. Het Picardisch wordt gesproken in Bergen en Doornik, het Waals (Wallon) in Namen en Luik, het Lorreins (Lorrain) in Virton, en het Champenois in Basse-Semois. In het dagelijks spraakgebruik, en ook in de literatuur, worden ze echter alle vier gewoon als 'Waals' aangeduid.
Na de oprichting van België en dus van "Wallonie" (het woord verschijnt vanaf 1844), wordt Luik het centrum van Waalse literaire activiteit in de streektalen, gevolgd door Bergen en Namen. In 1856 wordt la Société liégeoise de littérature wallonne opgericht.

### Enkele auteurs
- Charles-Nicolas Simonon (1774-1847): Li Côparèye, 1822
- Nicolas Defrecheux (1825-1874): Lèyîs- m'plorer (Laat me wenen), 1854
- Édouard Remouchamps (1836-1900), met het vaudeville theaterstuk Tatî l'pèriquî (Gautier de kapper), 1885
- Dieudonné Salme met zijn roman Li Houlot (De kadet), 1888
- Georges Willame (1863-1917), sonnetten
- François Renkin (1872-1906), gestileerd proza
- Henri Simon (1856-1939): Li Mwért di l'abe (De dood van de boom), 1909, en Li pan dè bon Dieu (Het Brood van de Goede God), 1914
- Jules Claskin (1884-1926), poëzie
- Auguste Laloux (1908-1976): Li p'tit Bêrt, geschreven voor 1940, uitgegeven in 1963
- Géo Libbrecht (1891-1976), een Belgisch dichter die zich zowel in het Picardisch als in het Frans uitdrukte. Hij schreef onder meer Les cloques / Les cleokes, 1964.

De twee bekendste Franstalige Belgische auteurs zijn ongetwijfeld Georges Simenon (1903-1989), schrijver van veelgelezen detectiveverhalen en psychologische romans, en Amélie Nothomb (geboren in 1966), die vele korte romans op haar naam heeft met een kosmopolitistisch, psychologisch en vaak autofictief karakter. Beiden kenmerken zich door een sterke band met de Franse hoofdstad Parijs.